# Isoxya cicatricosa
Isoxya cicatricosa là một loài nhện trong họ Araneidae.
Loài này thuộc chi Isoxya. Isoxya cicatricosa được Carl Ludwig Koch miêu tả năm 1844.